# Museu de Núbia
El Museu de Núbia (oficialment el International Museum of Nubia, Museu Internacional de Núbia) és un museu arqueològic situat a Assuan, a l'Alt Egipte. Va ser construït per a un disseny de l'arquitecte Mahmoud El-Hakim per un cost de construcció estimat de 75 milions LE (aproximadament 22 milions d'euros en 2017).
Dedicat a la cultura i la civilització nubiana, el Museu de Núbia es va crear després que l'ONU respongués la crida que el govern egipci havia fet el 6 d'abril de 1959 per salvar els monuments de l'antiga Núbia. El gener de 1975 la General Egyptian Authority for Antiquities va demanar a la UNESCO l'assistència en la creació de museus per dipositar els materials trobats a les excavacions arqueològiques, i l'organisme internacional va crear un comitè per establir museus al Caire i Assuan.
El 4 de febrer de 1986 es va posar la primera pedra, i es va inaugurar el 23 de novembre de 1997. Va rebre el Premi Aga Khan d'Arquitectura (AKAA) el 2001.

## Construcció
El Museu de Nùbia abasta una superfície de 50.000 m², dels quals 7.000 es dediquen a l'edifici, mentre que la resta es dediquen a jardins i altres espais públics. L'edifici té tres plantes per a la visualització i l'habitatge, a més d'una biblioteca i un centre d'informació. La part més gran del museu està ocupada per les peces monumentals, que reflecteixen fases del desenvolupament de la cultura i la civilització nubiana.

## Contingut
El museu conté tres mil peces d'antiguitats egípcies, que representen diverses edats; geològiques, faraòniques, romanes, coptes i islàmiques. L'exposició de porta oberta inclou 90 peces monumentals rares, mentre que les sales internes contenen 50 peces invaluables que es remunten als temps prehistòrics, 503 peces pertanyen a l'època faraònica, 52 a l'època copta, 103 a l'edat islàmica, 140 a la era nubià, a més de 360 peces que reflecteixen la història d'Assuan.

## Paisatge
El museu està construït sobre un penya-segat escarpat, que li permet incorporar un disseny a escala completa per al riu Nil des dels seus orígens a Etiòpia i Sudan fins a Egipte. L'edifici està envoltat d'un jardí botànic natural, que conté una gran varietat de flora egípcia.

## Administració
Des de l'obertura del museu, l'administració ha seguit actualitzant els seus encarregats. El director general del Museu de Núbia des de l'obertura ha sigut Dr. Ossama A.W Abd El Maguid (conegut com a «Ossama Hassoun»). És egiptòleg i membre del Consell Internacional de Museus (ICOM) Saving Egyptian Culture Program (Programa per a salvar la cultura egípcia).